# Wham!
Wham! bylo anglické popové duo George Michaela a Andrewa Ridgeleye, které vzniklo v Londýně roku 1981. Stalo se jedním z komerčně nejúspěšnějších popových uskupení 80. let a mezi lety 1982 až 1986 prodalo celosvětově více než 30 milionů nahrávek. Wham! ovlivněný funkem a soulem se stylizoval do postojů nespokojené mládeže a jeho debutové album Fantastic se dotýkalo problému nezaměstnanosti ve Velké Británii a obavy teenagerů z dospělosti.
Jejich druhé studiové album Make It Big z roku 1984 se stalo celosvětovým popovým hitem a obsadilo první místa v hitparádách Velké Británie a USA. Singly z alba – „Wake Me Up Before You Go-Go“, „Everything She Wants“ a „Careless Whisper“ – obsadily přední příčky americké Billboard Hot 100. Roku 1985 Wham!, jako vůbec první západní popová skupina, uskutečnil značně medializovanou desetidenní návštěvu Číny. Tato událost byla vnímána jako významný mezník v navazování přátelských vztahů mezi Čínou a Západem.
Skupina se rozpadla v roce 1986 kvůli rozhodnutí George Michaela věnovat se sólové kariéře a změnit svůj hudební styl.

## Historie

### Vznik a začátky dua
Michael a Ridgeley se poznali na střední škole Bushey Meads School v Bushey poblíž města Watford v Hertfordshiru. Dvojice nejprve účinkovala v krátkotrvající ska skupině jménem Executive, spolu s bývalými spolužáky Davidem (Austinem) Mortimerem, Andrewem Leaverem a Paulem Ridgeleyem. Po rozpadu skupiny George Michael a Andrew Ridgeley podepsali smlouvu s vydavatelstvím Innervision Records a vytvořili Wham!. Vykřičník ke jménu skupiny doplnilo britské grafické studio Stylorouge.
George Michael převzal v rámci skupiny většinu úloh a zodpovědností jako skladatel, producent, vedoucí zpěvák a příležitostný instrumentalista. Michael a Ridgeley, stále ještě teenageři, se prezentovali jako požitkářští mladíci, pyšní na to, že mohou žít bezstarostný život bez práce nebo závazků. To se odrazilo v jejich nejranějších singlech, které byly zčásti parodiemi, zčásti sociálními komentáři a nakrátko přinesly Wham! pověst taneční protestní skupiny.

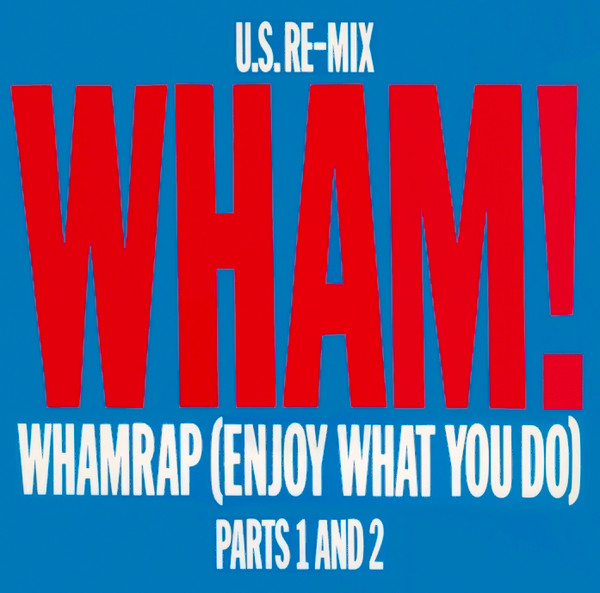
Přebal singlu Wham Rap! (Enjoy What You Do), britské vydání z roku 1983

V červnu 1982 vydala skupina debutovou nahrávku „Wham Rap! (Enjoy What You Do)“. Nebyla zařazena na playlist britského BBC Radio 1, mimo jiné kvůli vulgaritám v části „Unsocial Mix“. Singl se umístil až na 105. příčce hitparády.
V říjnu 1982 byla vydána „Young Guns (Go for It)“. Zpočátku zůstávala mimo britskou Top 40, duo Wham! však mělo štěstí, když je pořad BBC „Top of the Pops“ zařadil jako náhradu za jinou náhle odřeknutou skupinu.

### Rostoucí popularita
Prvním manažerem Wham! byl Bryan Morrison. Účinek Wham! na veřejnost, zejména na dospívající dívky, byl zřetelný od jejich debutového vystoupení „Young Guns (Go for It)“ na Top of the Pops. Michael měl na sobě zarolované džíny a espadrilky. Ridgeley stál za ním, lemovaný doprovodnými tanečníky Dee C. Lee a Shirlie Holliman. Píseň poté vyskočila do Top 40 na 24. místo a v prosinci dosáhla vrcholu na 3. místě. Následující rok (1983) začala Dee C. Lee spolupracovat s Paulem Wellerem v The Style Council a byla nahrazena Helen „Pepsi“ DeMacque. Holliman a DeMacque později nahrávali jako duo Pepsi & Shirlie.
Po „Young Guns (Go for It)“ navázal Wham! s reedicí „Wham Rap! (Enjoy What You Do)“, „Bad Boys“ a „Club Tropicana“. Koncem roku 1983 již Wham! jako jedna z nejúspěšnějších britských popových skupin soupeřili se zavedenými Culture Club a Duran Duran. Jejich debutové album Fantastic bylo v roce 1983 dva týdny na prvním místě britských žebříčků, ve Spojených státech se však nedočkalo většího úspěchu. Během jejich prvního turné, Club Fantastic Tour, si ale získali pozornost médií a vešli do povědomí díky svým žertíkům se strkáním si badmintonových košíčků do šortek během vystoupení.

### Právní spory s Innervision
Brzy poté se Ridgeley dozvěděl o právních problémech s jejich původní smlouvou s Innervision. Zatímco probíhaly právnické pře, Innervision vydal směsku nesinglových skladeb z alba Fantastic, pod titulem Club Fantastic Megamix. Wham! tento počin veřejně kritizovali. Innervision nakonec přistoupil na mimosoudní vyrovnání.

### Přestup k Epic Records a pokračující úspěch
Po podepsání smlouvy s vydavatelstvím Epic Records (s výjimkou USA a některých dalších zemí, kde vydávali pod Columbia Records, sesterským vydavatelstvím Epicu) přišli Wham! v roce 1984 s novou image a novým albem. Tyto změny pomohly dalšímu singlu „Wake Me Up Before You Go-Go“ do první desítky v žebříčcích hitparád několika zemí světa. Stal se jejich prvním singlem, který obsadil první místo hitparád ve Velké Británii a USA. Doprovázel jej videoklip s duem Pepsi & Shirlie, všichni účinkující na sobě měli bílá trička s hesly „CHOOSE LIFE“ a „GO GO“, pocházející od aktivistické návrhářky Katharine Hamnett.
Dalším singlem z nového alba Wham! byl „Careless Whisper“, v jeho videoklipu však vystupoval pouze George Michael. Singl byl v mnoha zemích také uváděn jako „Wham! featuring George Michael“, na rozdíl od všech ostatních singlů Wham!, s výjimkou „Wham Rap!“ a „Club Tropicana“, byl jeho spoluautorem Andrew Ridgeley. Píseň o lítosti z nevěry měla větší emocionální hloubku než předchozí díla. Ve Velké Británii obsadila první místo hitparád a prodalo se zde více než 1,3 milionů singlů. „Careless Whisper“ znamenal novou etapu Michaelovy kariéry, protože vydavatelství Columbia/Epic jej začalo poněkud distancovat od playboyské image skupiny Wham!
Následoval singl „Freedom“. Pro jeho uvedení ve Spojených státech vytvořili Wham! video doplněné záběry z jejich cesty do Číny. Druhé album skupiny, Make It Big, obsadilo první místo v žebříčcích alb a koncem roku 1984 se duo vydalo na koncertní turné.
Dvojsingl „Last Christmas/Everything She Wants“ se stal vůbec nejprodávanějším singlem, který se v britských žebříčcích dostal na 2. místo. Zůstal na něm pět týdnů a s 1,4 miliony kopií zůstává 24. nejprodávanějším singlem v britské historii. Wham! darovali veškeré honoráře za nahrávku na pomoc obětem hladomoru v Etiopii. Tento počin se časově kryl s dalším stejně zaměřeným dobročinným podnikem, písní „Do They Know It's Christmas?“ charitativní superskupiny Band Aid, která obsadila vedoucí místo hitparád, právě na úkor singlu Wham!. Tak se stalo, že George Michael se v roce 1984 třikrát dostal na první místo žebříčků – jednou jako sólový umělec, podruhé v rámci dua Wham! a potřetí jako člen Band Aid.
Na konci roku 1985 uvedl žebříček písní roku vydaný americkým časopisem Billboard píseň „Wake Me Up Before You Go-Go“ na 3. místě a „Careless Whisper“ na 1. místě.

### Čína (1985)
V březnu 1985 si Wham! udělali přestávku od nahrávání a vydali se na dlouhé světové turné, jehož součástí se stala i průlomová desetidenní návštěva Číny, jako vůbec první západní popové skupiny. Čínská exkurze byla reklamním tahem vytvořeným Simonem Napier-Bellem, jedním ze dvou manažerů skupiny (druhým byl Jazz Summers). Začala koncertem v Lidovém sportovním sále v Pekingu před 12 000 posluchači, poté následoval koncert v Kantonu před pětitisícovým obecenstvem. Obě vystoupení hráli bezúplatně. Návštěva Wham! v Číně přitáhla obrovskou mediální pozornost po celém světě. Napier-Bell později připustil, že použil lest, aby zmařil úsilí rockové skupiny Queen v souboji o první vystoupení v Číně: zhotovil pro čínské úřady dvě brožury – jednu představující fanoušky Wham! jako spořádanou středostavovskou mládež a druhou zobrazující zpěváka Queen Freddieho Mercuryho v jeho typických výstředních pózách. Číňané se rozhodli pro Wham!
Manažeři skupiny najali režiséra Lindsaye Andersona, aby doprovázel Wham! do Číny a natočil o návštěvě dokumentární film. Film se natáčel během dvou týdnů na přelomu března a dubna a byl sestříhán v Londýně během pozdního jara a léta 1985. Anderson svůj 78minutový film nazval If You Were There (Kdybyste tam byli). V závěrečných fázích střihu však manažeři skupiny Andersona propustili a celý editorský tým dal následně výpověď. Film byl poté zcela přepracován, přejmenován a uveden jako Wham! in China: Foreign Skies (Wham! v Číně: zahraniční nebe). Během interview v deníku The Independent z roku 2006 Michaelův manažer Andy Stephens řekl, že film [Andersonova verze] nebyl prostě dost dobrý na to, aby byl uveden na veřejnosti: „Je to hrozný film… Je 20 let starý a je to odpad. Proč bychom ho pro všechno na světě měli nechat uvádět?“, ačkoliv kritik a novinář John Harris jej po jeho zhlédnutí v roce 2008 popsal jako „bohatý, poetický, panoramatický portrét zvláštnosti Číny očima cizinců“.

### Live Aid (1985)
Michael a Ridgeley vystoupili 13. června na koncertu Live Aid, i když ne spolu jako Wham!. George Michael zpíval „Don't Let the Sun Go Down on Me“ spolu s Eltonem Johnem, zatímco Ridgeley vystoupil s Kiki Dee ve skupině doprovodných vokalistů. V září Wham! vydal singl „I'm Your Man“, který obsadil první místo britských hitparád.
Asi v této době navázal Ridgeley vztah se zpěvačkou Keren Woodward ze skupiny Bananarama. Začal také jezdit závody rallye. Před Vánocemi byl znovu vydán singl „Last Christmas“, který se opět dostal do první desítky. Michael zatím přijal nabídky na doprovodný zpěv k písním jiných interpretů. Účinkoval jako doprovázející zpěvák pro Davida Cassidyho a také pro Eltona Johna na jeho úspěšných singlech „Nikita“ (3. místo britských hitparád) a „Wrap Her Up“ (12. místo britských hitparád), na kterých zpíval hlavní doprovodné vokály.

### Rozpad (1986)

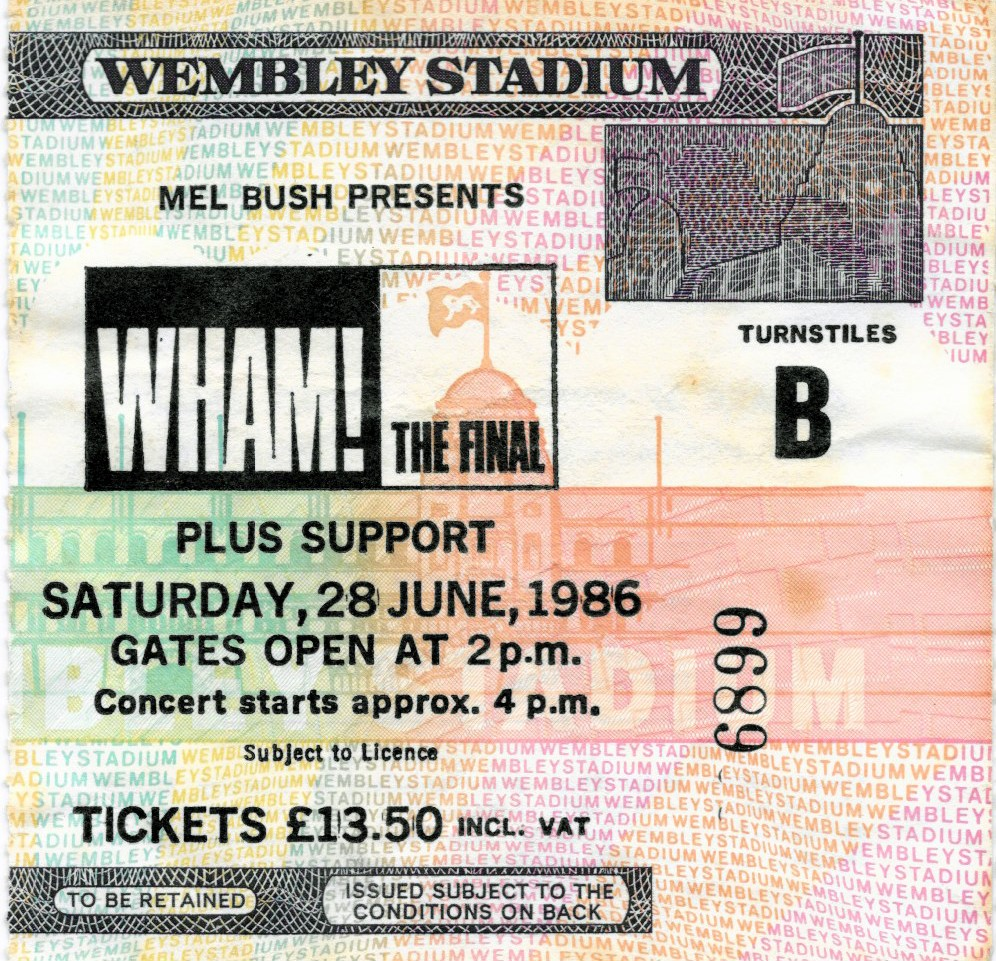
Vstupenka na The Final, rozlučkový koncert Wham!

Michael toužil tvořit hudbu zaměřenou na náročnější dospělé publikum, odlišné od teenagerského zaměření dua. Michael a Ridgeley proto na jaře 1986 oficiálně oznámili rozpad Wham!. Před rozchodem měli ještě vydat rozlučkový singl „The Edge of Heaven“ a kompilaci největších hitů The Final, spolu se stejnojmenným koncertem na rozloučenou. Při oznamování rozchodu Michael řekl: „Myslím, že by to měl být nejpřátelštější rozchod v dějinách popu.“
Singl „The Edge of Heaven“ se v červnu 1986 dostal na první místo hitparád. Posledním singlem skupiny vydaným ve Spojených státech byl „Where Did Your Heart Go?“ Píseň původem od skupiny Was (Not Was) byla pochmurná a ponurá. Poslední vydanou nahrávkou dua byla kolekce všech dosavadních singlů, včetně některých rozšířených verzí. Ve Spojených státech byla vydána jako značně ořezané album Music from the Edge of Heaven s alternativními skladbami.
Wham! se s fanoušky rozloučili koncertem v Londýně na stadionu ve Wembley, odehraném v sobotu 28. června 1986. Rozlučku dua završilo emocionální objetí na konci koncertu. Osm hodin trvající událost s řadou vystupujících doprovodných umělců na místě sledovalo ve spalujícím vedru 72 000 fanoušků. Wham! existovali pět let a prodali přes 28 milionů nahrávek a 15 milionů singlů. Součástí slavností byla světová premiéra filmu Foreign Skies, dokumentu o jejich cestě do Číny.

### Osudy dua po Wham!
George Michael po svém vstupu na sólovou dráhu několik let veřejně kritizoval éru Wham!, mimo jiné kvůli negativnímu dopadu intenzivní mediální publicity na Ridgeleye. Michael si stěžoval na neustálý tlak a tvrdil, že vydavatelé upírali duu spravedlivé tantiémy. Také se nelichotivě vyjadřoval o některých klipech a skladbách z repertoáru Wham!, zejména videoklipu k „Wake Me Up Before You Go-Go“ a písních z alba Fantastic. V pozdějších letech života se však jeho pohled na tuto dobu stal poněkud smířlivějším. Na své sólové koncerty stále zařazoval písně Wham! „I'm Your Man“ a „Everything She Wants“, druhá z nich patří mezi kritikou lépe hodnocené skladby skupiny.
Andrew Ridgeley se po rozpadu Wham! přestěhoval do Monaka, kde s nepříliš velkým úspěchem zkoušel závodit ve Formuli 3. Nato přesídlil do Los Angeles, aby pokračoval ve své pěvecké a herecké kariéře. Po nesplněných očekáváních se v roce 1990 vrátil do Anglie. Nicméně CBS Records využil možnost uvedenou ve smlouvě s Wham!, která dovolovala vydání sólových alb Michaela a Ridgeleyho. CBS Records vydal roku 1990 Ridgeleyho sólový pokus, album Son of Albert. Prodeje byly slabé a CBS zrušil opci na druhé album.

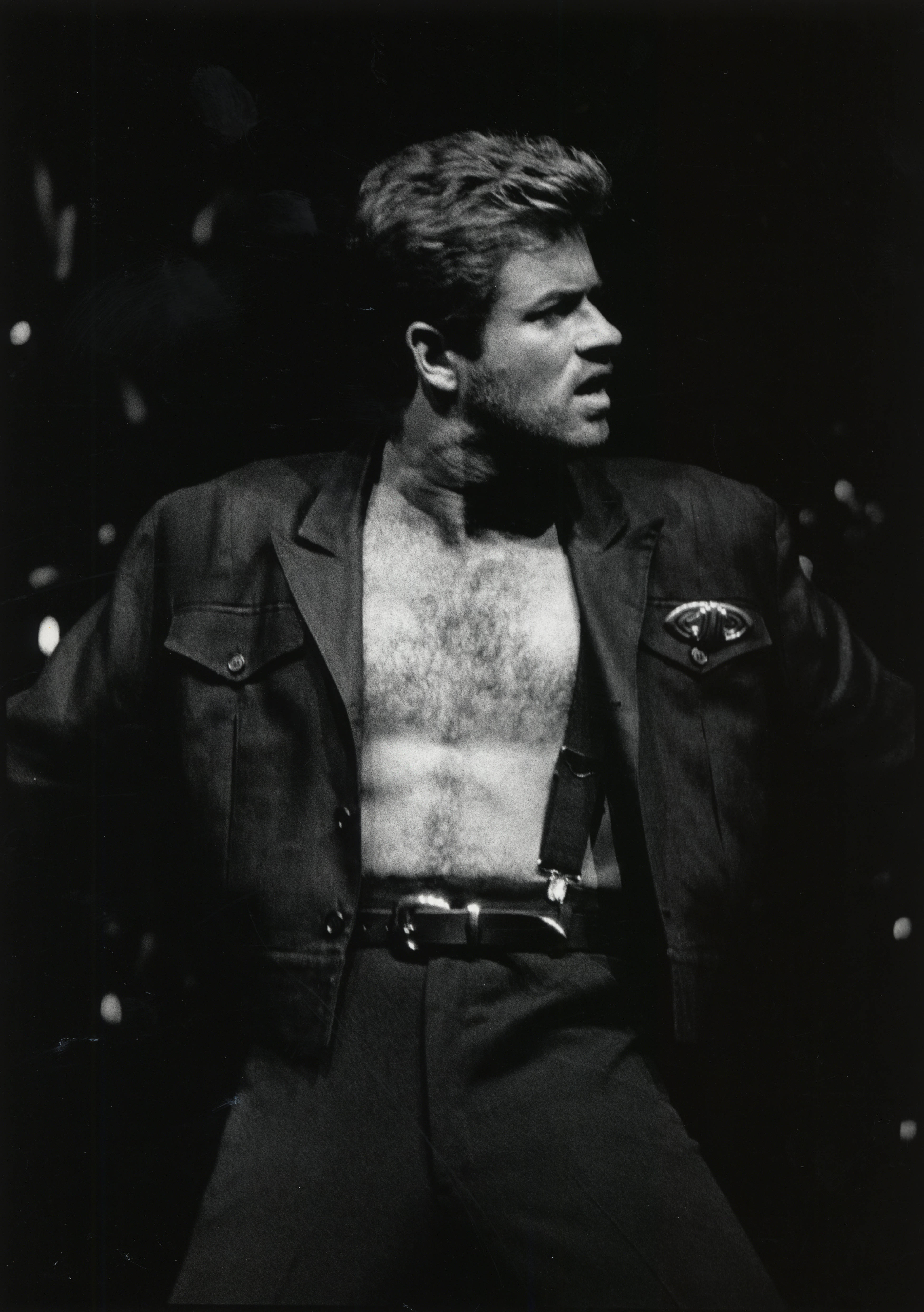
George Michael během turné Faith World Tour.

Dne 25. června 1988, v den svých 25. narozenin, hrál George Michael poslední ze tří koncertů v Birminghamu, součást jeho turné Faith World Tour. Na pódiu se mu dostalo překvapení v podobě přítomnosti mnoha členů jeho rodiny a Andrewa Ridgeleyho, který tlačil vozík s velkým narozeninovým dortem. Dojatému Michaelovi poté zazpívali spolu s 13 000 přítomnými fanoušky „Happy Birthday“. Ridgeley následně Michaela doprovodil při písni „I'm Your Man“.
V lednu 1991 Ridgeley doprovázel na pódiu Michaela během několika písní, odehraných jako přídavek koncertu na festivalu Rock in Rio, konaného na stadionu Maracanã. Večer 21. listopadu 2009 se ve Velké Británii vysílal díl pořadu X Factor, zaměřený na Wham!. Michael se později objevil v posledním díle, kde zazpíval duet „Don't Let the Sun Go Down on Me“ spolu s finalistou a pozdějším vítězem soutěže Joem McElderryem. V roce 2012 Michael popřel spekulace o chystaném obnovení dua Wham! u příležitosti 30. výročí vydání prvního alba skupiny.
George Michael zemřel na Boží hod 2016 ve svém domě v Goring-on-Thames, Oxfordshire, bylo mu 53 let.

## Diskografie
- Fantastic (1983)
- Make It Big (1984)
- Music from the Edge of Heaven (1986)

## Film
- Wham! in China: Foreign Skies (1986)
- Wham! (2023)

## Turné
- Club Fantastic Tour (1983)
- The Big Tour (1984–1985)
- Whamamerica! (1985)

#### Koncert
- The Final (1986)